# Balaklava, South Australia
Balaklava är en ort i Australien. Den ligger i kommunen Wakefield och delstaten South Australia, omkring 89 kilometer norr om delstatshuvudstaden Adelaide. Balaklava ligger 70 meter över havet och antalet invånare är 1 626.
Runt Balaklava är det mycket glesbefolkat, med 2 invånare per kvadratkilometer.. Balaklava är det största samhället i trakten.
Trakten runt Balaklava består till största delen av jordbruksmark. Genomsnittlig årsnederbörd är 576 millimeter. Den regnigaste månaden är juni, med i genomsnitt 90 mm nederbörd, och den torraste är december, med 12 mm nederbörd.